# Jiang Zhipeng
Jiang Zhipeng, en chinois 姜至鵬, né le 6 mars 1989 à Qingdao, est un footballeur international chinois qui évolue au poste de défenseur au Shenzhen FC.

## Biographie

### En club
Avec le club du Guangzhou R&F, il participe à la Ligue des champions d'Asie en 2015. Lors de cette compétition, il inscrit un but contre l'équipe singapourienne du Warriors FC.

### En équipe nationale
Il reçoit sa première sélection en équipe de Chine le 6 juin 2013, en amical contre l'Ouzbékistan (défaite 1-2).
Il participe avec l'équipe de Chine à la Coupe d'Asie des nations 2015 organisée en Australie.